# Trossö-Kalvö-Lindö
För andra betydelser, se Lindö (olika betydelser).

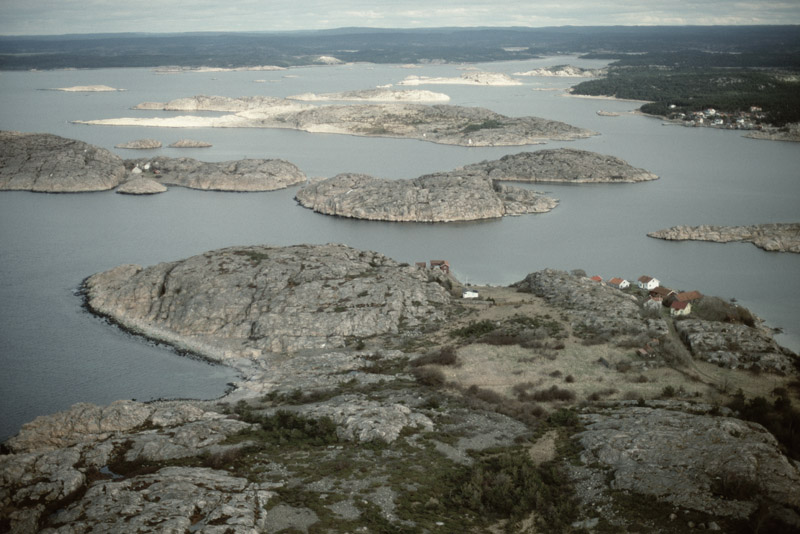
Flygfoto från 1990 över Lindö, på norra änden av ön. Till höger i bild syns Resö.

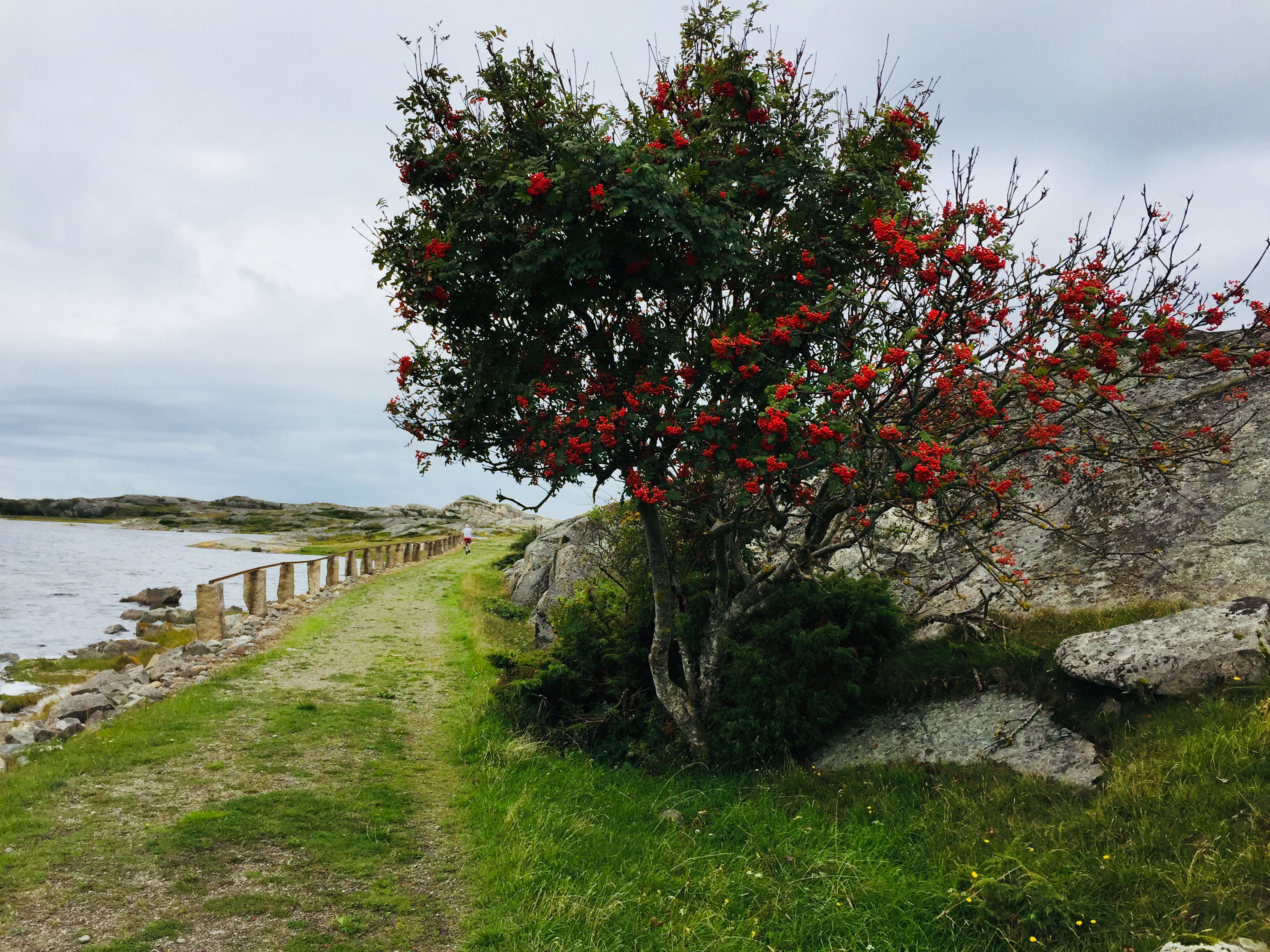
Väderbiten rönn på Lindö.

Trossö-Kalvö-Lindö var tidigare tre separata öar i Tanums socken i Tanums kommun i Bohuslän. Nu har öarna, genom landhöjningen, fogats samman till en sammanhängande ö. Öarna sträcker sig i en båge ut i havet från Havstenssund i sydost mot Resö i nordväst. Den sydligaste ön, Trossö, ligger cirka 150 meter väster om Havstenssund och mellan den nordligaste, Lindö, som ligger sydväst om Resö, är det cirka 400 meter.

## Historia
Öarna har varit bebodda sedan lång tid tillbaka och man känner från tingsprotokoll till ägarnas namn från senare delen av 1400-talet och fram till idag. De tidigaste kända kalvöbornas namn finns bevarade i rättsliga dokument från en strid om äganderätten till marken på Kalvö.
Hamnmagasinen vid stranden vid Lindö by användes fram till början av 1900-talet för fiskförsäljning. Under andra världskriget smugglades vapen och mat från magasinen på Lindö till norska motståndsrörelsen.
Vid Kalvö by finns en labyrint av utlagda stenar, en så kallad trelleborg, eller som här på Kalvö kallad "Trinnebergs slott".

## Befolkning
Den mellersta ön, Kalvö, har haft den största befolkningen. Försörjning har invånarna fått genom fiske, jordbruk och fraktfart. Fram till och med en bit in på 1700-talet fanns det lotsar på ön. När skolan öppnades 1909 på Kalvö fanns 18 elever. Skolan stängdes i början av 1950-talet. Under 1950-talet fanns det fortfarande ett 20-tal yrkesfiskare som hade sin hemmahamn på Kalvö.
Befolkningsutveckling: 1930: cirka 80 inv, 1960: cirka 40, 2001: 14 och 2005: 10. I början av 2000-talet har såväl Kalvö och Trossö fortfarande en fast befolkning medan Lindö är bebodd endast sommartid.

## Vägen
Tvärs över öarna, från Trossös sydöstra udde, Roparesten, till Lindö och sundet mot Resö finns en 5 km lång bilväg. Vägen anlades som nödhjälpsarbete i början av 1930-talet. Det fanns diskussioner om bilfärja eller bro vid sundet mot Havstenssund, men när avfolkningen av skärgården accelererade, strax efter att vägen färdigställts, så upphörde all diskussion att knyta samman övägen med det nationella vägnätet. Endast vid några få tillfällen som militärövningar och större strandstädningskampanjer har bilar färdats på vägen. Vägen är idag en utmärkt vandrings- och cykelled. Som kuriosa kan nämnas att Vägverkets broschyr ”Vintergatan”, flera år under 2000-talet, genom färgmarkering angett att vinterväghållning genomförs också på vägen mellan Trossö och Lindö. Vägen upphörde att vara statlig år 2018.

## Natur

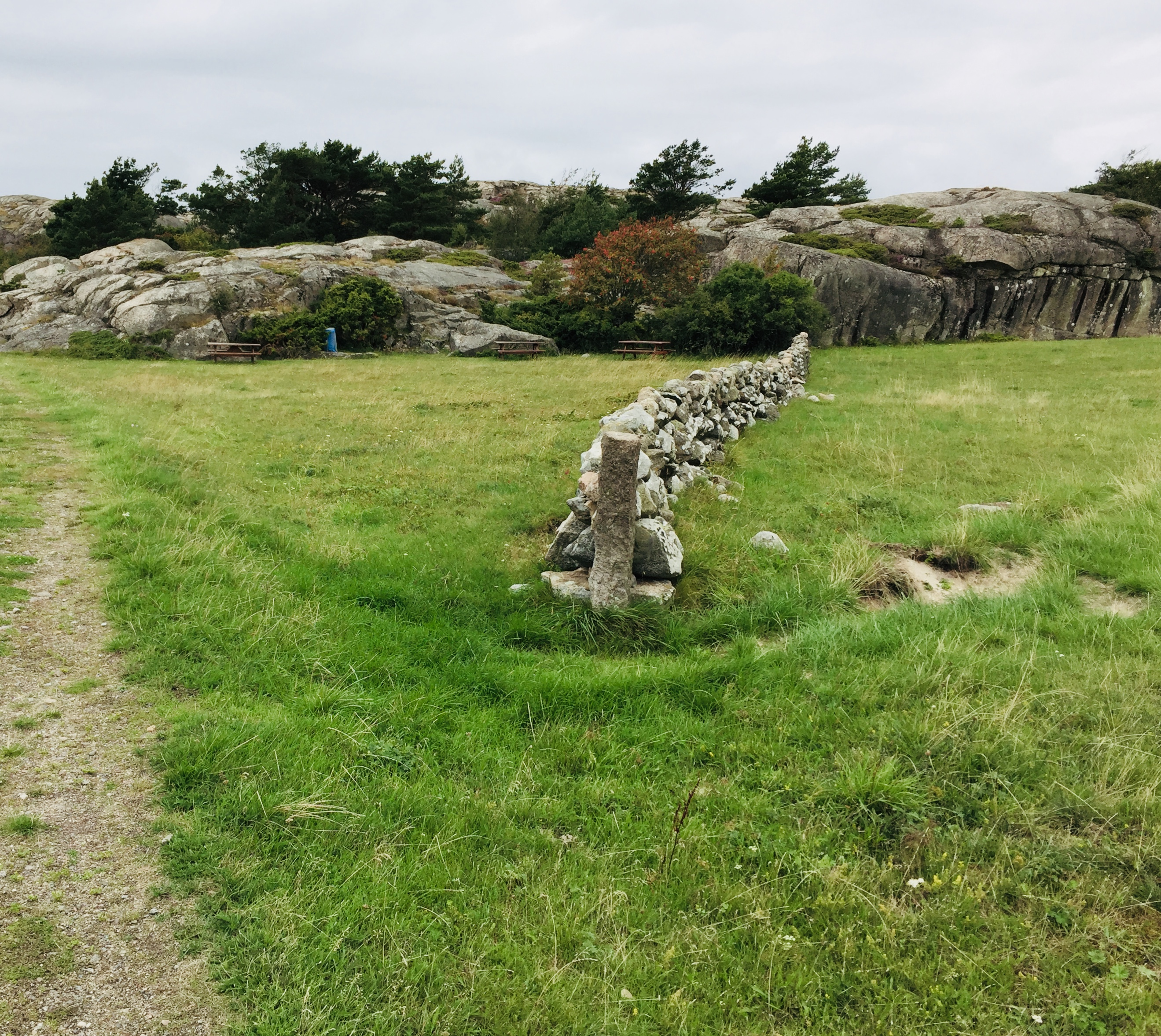
Lindös gamla åkrar.

Klimat och jordmån (tunna jordlager, sand och kalkrika avlagringar) gör att floran på öarna är mycket speciell och artrik. På Lindö finns slåtterängar som fortfarande hävdas. Unika arter är bland annat ostronört, strandvete, kostertistel och flera orkidéarter.
Även fågellivet är speciellt. Västsidans marina karaktär kombinerat med östsidans leror samt de hävdade markerna ger en stor artvariation. Som exempel finns häckande höksångare.
Öarna är idag till största delen ett naturreservat med samma namn.

## Etymologi
Trossö kan ha fått sitt namn av det bohuslänska "tross" som betyder multnat trä, kvistar, stubbar och dylikt.